# 褐蝦
褐蝦（學名：Crangon crangon）是褐蝦屬的一種蝦，原產於北海南部，但在地中海、波羅的海、黑海也有其蹤跡，是一種重要的經濟水產，原產地附近國家都有食用褐蝦的習慣。

## 形態
褐蝦長30—50 mm（1.2—2.0英寸），最長可達90 mm（3.5英寸）。它生活于淺海，可依據環境改變體色。
雌蝦在體長達到22—43 mm（0.87—1.69英寸）時、雄蝦在達到30—45 mm（1.2—1.8英寸）長時達到性成熟。

## 外部連接
- 维基共享资源上的相關多媒體資源：Crangon crangon
- 維基物種上的相關：Crangon crangon
- Joana Costa Vilhena de Bessa Campos.  (Ph.D.论文). Vrije Universiteit Amsterdam. 2009  [2019-02-19]. ISBN 978-90-865-9350-7. （原始内容存档于2016-03-04）.